# 이탈리아 대 브라질 (1982년 FIFA 월드컵)
이탈리아 대 브라질은 1982년 7월 5일에 바르셀로나의 사리아 경기장에서 열린 이탈리아와 브라질과의 경기였다. 이 경기는 1982년 월드컵 2차 조별 리그 C조의 조별 리그 최종전 경기였다. 이 경기는 스트라이커 파올로 로시의 해트트릭에 힘입은 이탈리아가 3-2로 이겼다. 그 결과 브라질이 탈락했고, 이탈리아는 나중에 대회 정상에 올랐다. 이 경기는 축구 역사상 최고의 명승부를 거론할때 자주 회자된다.

## 경기 전
브라질은 1차 조별 리그 3경기를 모두 승리했는데, 특히 스코틀랜드에 4-1, 뉴질랜드에 4-0으로 대승을 거두며 유력한 우승후보로 부상했다. 브라질 대표팀은 공격 지향전인 경기를 펼쳐 높은 찬사를 받았다. 브라질은 2차 조별 리그에서도 남아메리카의 경쟁국이자 전 대회 우승국인 아르헨티나마저도 3-1로 꺾었다.
한편, 이탈리아는 부진하게 대회를 시작했는데, 1차 조별 리그에서 3경기를 모두 비기고 조 2위로 2차 조별 리그에 진출했다. 이탈리아는 3위를 차지한 카메룬보다 1골을 더 많이 넣은 덕에 1차 조별 리그를 통과할 수 있었다. 그러나, 2차 조별 리그에 들어 이탈리아는 아르헨티나를 상대로 2-1 승리를 거두었다. 이탈리아의 주포 파올로 로시는 이 경기때까지 한 골도 넣지 못했고, 1980년 토토네로 승부조작 스캔들에 연루되어 2년 동안 활동하지 못하고 갓 복귀한 그를 선수단에 발탁해야 하는지 갑론을박이 오고갔다. 골득실차에서 밀린 이탈리아는 준결승전에 오를 경우의 수가 승리밖에 없었다.

## 경기

### 요약
이탈리아의 수비진은 브라질의 화력을 버텨냈는데, 경기 대부분이 이탈리아 진영에서 진행되었고, 이탈리아의 중원과 수비진은 브라질의 지쿠, 소크라치스, 그리고 파우캉이 가하는 포격을 연속으로 막아냈다. 이탈리아의 중앙 수비수 젠틸레는 브라질 공격의 핵 지쿠를 견제할 특명을 받았고 경고를 받으면서 준결승전에 결장하게 되었다. 파올로 로시는 안토니오 카브리니가 5분에 배급한 공을 접수해 선제골을 기록했다. 소크라치스가 그로부터 7분 뒤 동점골을 기록했다. 로시는 25분에 주니오르를 제쳐 문전 앞에서 세레주가 넘긴 공을 가로채 브라질의 골문을 열었고, 공은 그대로 골망으로 빨려들어갔다. 브라질은 다시 동점골을 넣기 위해 총 공격을 감행했고, 이탈리아는 집중력을 잃지 않고 막아냈다. 68분에 파우캉이 주니오르가 넘긴 공을 잡아 세레주가 헛발질로 수비수 3명을 무력화시키고 18미터 거리에서 공을 골망으로 집어넣었다. 앞서 로시의 2골로 두 차례 앞서나간 이탈리아는 브라질의 반격으로 2차례 추격을 허용했다. 2-2로 맞서는 가운데, 브라질이 골득실차에서 우위를 점했지만, 74분에 이탈리아가 찬 공을 브라질 수비가 걷어내지 못하면서 5.5미터 거리에서 기다리던 로시와 프란체스코 그라치아니에게 공이 굴러갔다. 둘은 모두 골문을 노렸지만, 로시가 공을 접수해 해트트릭을 완성해 또다시 이탈리아가 앞서나갔다. 잔카를로 안토뇨니는 86분에 이탈리아의 4번째 골을 넣은 것으로 보였지만, 오프사이드 오심으로 취소되었다. 디노 초프 골키퍼는 막판에 오스카르가 찬 공을 신기에 가까운 선방으로 막아내어 이탈리아에게 준결승 진출권을 선사했고, 뒤이어 폴란드를 상대하게 되었다.

### 상세 경기 정보
| 이탈리아          | 3–2    | 브라질                      |
| ----------------- | ------ | --------------------------- |
| 로시 5′, 25′, 74′ | 리포트 | 소크라치스 12′ · 파우캉 68′ |

| 이탈리아 | 브라질 |

| GK              | 1  | 디노 초프 (주장)      |     |     |
| DF              | 6  | 클라우디오 젠틸레     | 13′ |     |
| DF              | 7  | 가에타노 시레아       |     |     |
| DF              | 5  | 풀비오 콜로바티       |     | 34′ |
| DF              | 4  | 안토니오 카브리니     |     |     |
| MF              | 16 | 브루노 콘티           |     |     |
| MF              | 14 | 마르코 타르델리       |     | 75′ |
| MF              | 9  | 잔카를로 안토뇨니     |     |     |
| MF              | 13 | 가브리엘레 오리알리   | 78′ |     |
| FW              | 19 | 프란체스코 그라치아니 |     |     |
| FW              | 20 | 파올로 로시           |     |     |
| 교체 선수:      |    |                       |     |     |
| DF              | 3  | 주세페 베르고미       |     | 34′ |
| MF              | 11 | 잠피에로 마리니       |     | 75′ |
| GK              | 12 | 이바노 보르돈         |     |     |
| MF              | 15 | 프란코 카우시오       |     |     |
| FW              | 18 | 알레산드로 알토벨리   |     |     |
| 감독:           |    |                       |     |     |
| 엔초 베아르초트 |    |                       |     |     |

| GK          | 1  | 바우지르 페레스   |  |     |
| DF          | 2  | 레안드루          |  |     |
| DF          | 3  | 오스카르          |  |     |
| DF          | 4  | 루이지뉴          |  |     |
| DF          | 6  | 주니오르          |  |     |
| MF          | 5  | 토니뉴 세레주     |  |     |
| MF          | 15 | 파우캉            |  |     |
| MF          | 8  | 소크라치스 (주장) |  |     |
| MF          | 10 | 지쿠              |  |     |
| FW          | 9  | 세르지뉴          |  | 69′ |
| FW          | 11 | 에데르            |  |     |
| 교체 선수:  |    |                   |  |     |
| FW          | 7  | 파울루 이시도루   |  | 69′ |
| GK          | 12 | 파울루 세르지우   |  |     |
| DF          | 13 | 에지바우두        |  |     |
| DF          | 14 | 주니뉴 폰세카     |  |     |
| MF          | 19 | 헤나투            |  |     |
| 감독:       |    |                   |  |     |
| 텔레 산타나 |    |                   |  |     |

| 부심: 톰슨 챈 (홍콩) 보그단 도체프 (불가리아) | 경기 규정 - 90분. - 교체선수 5명 등록. - 최대 교체 2명 허용. |

## 경기 여파
이 경기 결과는 브라질의 단순한 1패가 아닌 이탈리아의 조직력에 브라질의 공격적인 축구 철학이 패한 것으로 비추어졌다. 이 경기는 훗날 브라질 언론이 "사리아의 비극"(포르투갈어: Tragédia do Sarrià)으로 명명했다. 이 경기가 끝나고 브라질 축구계에 큰 상처가 오랜 기간 남았는데, 브라질은 이 경기를 계기로 축구 철학이 근본적으로 변하기 시작했다. 1982년 대회에 브라질의 중앙 수비를 맡았던 루이지뉴는 이 경기에서 패하면서 브라질의 감독의 전술에 변화가 일어났고, 기술, 신체, 수비, 그리고 역습을 통해 보다 새롭고 파괴적인 철학으로 변경해, 브라질에서도 이탈리아에서 흔한 경기 방식을 띄기 시작했다고 언급했다.
팀 비커리 스포츠 기자가 다음과 같이 평했다: "많은 브라질인 감독들은 1982년에 겪은 월드컵 우승의 실패로 (...) 몇몇 철학이 태동한 지 지났다는 것을 증거로 보였다. 1963년에 벨기에에게 1-5 대패를 당하고 1974년 월드컵에서 네덜란드에 패한 것이 이를 더욱 뒷받침했다. 신체적인 조건이 경기에서 더욱 중요시되면서, 전통적인 책략에 수정이 불가피하다는 것이 보여졌다. 브라질 선수들은 신체적 조건이 향상해야 했고, 1970년대 국내 무대에서 큰 성공을 거둔 후벵스 미넬리의 경우 1.83미터 신장을 기본으로 깔고 가길 원했다. 그리고, 공간을 덜 허용하면서, 현대 축구로 넘어오면서 역습 지향적으로 변해가면서, 중원에서 화려한 공넘김으로 경기를 전개하기 어려워졌다." 팀 비커리는 "이 철학은 브라질 국내 경기에서 신체적 조건이 더욱 강조되었고, 이를 통해 실현되었다. 그들은 브라질은 이후 1982년에 카파를 비롯해 보편적으로 중원에서 삼각 대형으로 공을 주고받기보다는 측면을 따라 폭발적이고 주목을 더 받았다. 한편 미들즈브러의 좌측 수비수 브랑쿠는 브라질의 유소년부를 맡았을 때, 직위 인수 후부터, 저에게 크고, 강인한 신예를 발굴하는 것이 우선이라고 말했다. 브라질 감독들은 한편, 통게에 집착해 공을 7번 이상 주고받을 경우 득점 기회가 현저히 줄어들었다고 보았다."라고 덧붙였다. 그는 이후 2006년에도 다음과 같이 발언했다. "만약 1982년에 브라질이 우승했다면, 브라질 선수단은 보다 더 뇌리에 잘 기억되었을 것이다. 이를 통해 향후 선수 구성이 지금과 달랐을 텐데, 이는 축구계에서 패왕은 늘 모방의 대상이 된다는 점 때문이었다. 경기를 회자하면서, 소크라치스는 다음과 같이 씁쓸이 회자했다: "우리는 강력한 선수단을 구성해 만족스럽게 경기했다. 그리고, 로시가 공을 3번 발을 갖다 대고 해트트릭을 완성했다. 우리가 알고 있는 축구는 그날 사망했다."
브라질은 1994년과 2002년에 다시 정상에 올랐지만, 보다 실리적이고, 눈요깃거리가 적은 새로운 철학을 앞세워 이전의 전통적인 공넘김 위주의 경기와는 방식이 상반된다.
삼각 대형, 위치 상호 교환, 그리고 치밀한 공넘김을 위주로 한 티키-타카 경기 방식이 옛 브라질의 경기 방식, 그것도 1982년 선수단이 구사했던 방식과 유사했고, 1982년에 브라질 전술의 명성을 어느정도 회복했다. 티키-타카 선수단에 브라질의 역습 축구 선수단은 번번히 무릎을 꿇었는데, 바르셀로나에 산투스가 0-4로 패했고, 브라질이 안방에서 열린 2014년 월드컵에서 독일에 1-7로 패하면서 브라질 축구의 전술 체계는 얼마나 뒤떨어져 있는지를 그대로 드러냈다. 이후, 브라질 축구는 근 몇 년 동안 이전의 치밀한 공넘김 위주의 전개 방식으로 복귀했는데, 가장 최근에 그레미우와 플라멩구의 코파 리베르타도레스 우승을 그 증거로 볼 수 있다.

## 같이 보기
- 브라질-이탈리아 축구 경쟁
- 브라질의 FIFA 월드컵 성적
- 이탈리아의 FIFA 월드컵 성적